# Leopoldo II do Sacro Império Romano-Germânico
Leopoldo II (Viena, 5 de maio de 1747 – Viena, 1 de março de 1792) foi o Imperador Romano-Germânico, Arquiduque da Áustria e Rei da Hungria, Croácia e Boêmia de 1790 até sua morte, e também Grão-Duque da Toscana entre 1765 e 1790. Era filho da imperatriz Maria Teresa e do imperador Francisco I, sendo irmão do imperador José II e da Rainha da França, Maria Antonieta.
Durante seu breve reinado, conseguiu sufocar rebeliões nos territórios húngaros e belgas, firmou o Tratado de Sistova em 1791 acordado com os turcos e fez um acordo (Declaração de Pillnitz) com Frederico Guilherme II da Prússia, numa aliança contra os franceses revolucionários, dado que a rainha Maria Antonieta era sua irmã. Casou-se com Maria Luísa da Espanha, filha de Carlos III de Espanha.

## Juventude

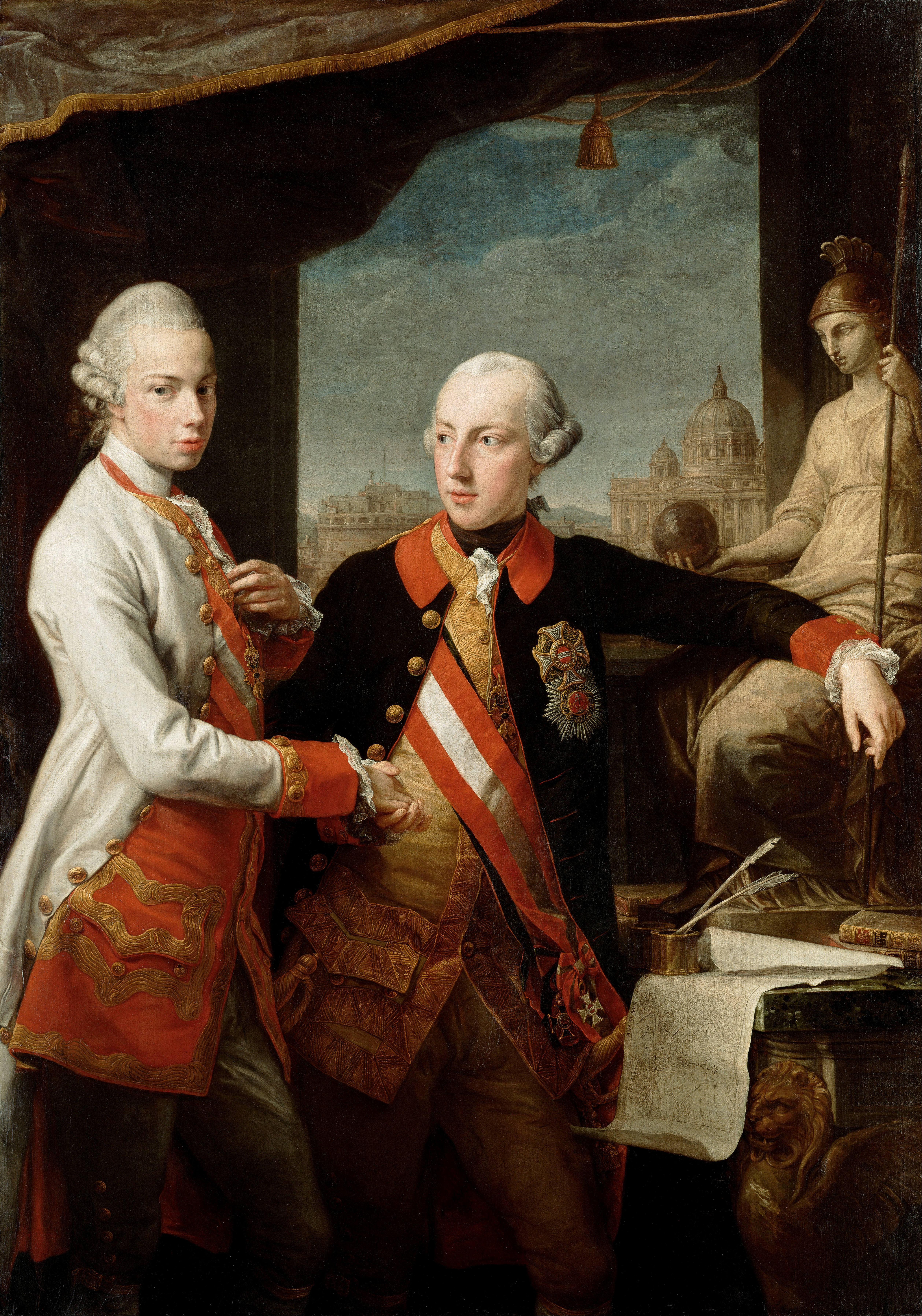
^{Leopoldo (à esquerda) com seu irmão, o imperador José II, por Pompeo Batoni, 1769.}

Leopoldo nasceu em Viena, o terceiro filho, e foi inicialmente educado para o sacerdócio, mas acredita-se que os estudos teológicos aos quais foi forçado a se dedicar o influenciaram contra a Igreja. Em 1753, ele ficou noivo de Maria Beatriz d'Este, herdeira do Ducado de Modena. O casamento nunca se concretizou; Em vez disso, Maria Beatriz casou-se com o irmão de Leopoldo, o arquiduque Fernando.
Com a morte de seu irmão mais velho, Carlos, em 1761, foi decidido que ele deveria suceder ao grão-ducado da Toscana de seu pai, que foi erguido em uma "secundogenitura" ou apanágio para um segundo filho. Este assentamento foi a condição de seu casamento em 5 de agosto de 1764 com a Infanta Maria Luísa da Espanha, filha de Carlos III da Espanha e Maria Amália da Saxônia. Com a morte de seu pai, Francisco I (18 de agosto de 1765), ele sucedeu ao grão-ducado. Leopoldo era famoso em Florença por seus numerosos casos extraconjugais. Entre suas amantes estava a Condessa Cowper, esposa do 3.º Conde Cowper, que em compensação por ter sido traída recebeu honras do irmão de Leopoldo, José II.

## Grão-Duque de Toscana
Durante cinco anos, exerceu pouco mais que autoridade nominal, sob a supervisão de conselheiros indicados por sua mãe. Em 1770, ele fez uma viagem a Viena para garantir a remoção dessa tutela vexatória e voltou a Florença com as mãos livres. Durante os vinte anos que se passaram entre seu retorno a Florença e a morte de seu irmão mais velho, José II, em 1790, ele trabalhou na reforma da administração de seu pequeno estado. A reforma foi realizada pela remoção das restrições ruinosas à indústria e à liberdade pessoal impostas por seus predecessores da casa dos Medici e deixadas intocadas durante a vida de seu pai, pela introdução de um sistema racional de tributação (redução das taxas de tributação) , e pela execução de obras públicas rentáveis, como a drenagem do Val di Chiana.
Como não tinha exército para manter e suprimiu a pequena força naval mantida pelos Medici, toda a sua receita foi liberada para a melhoria de seu estado. Leopoldo nunca foi popular com seus súditos italianos. Sua disposição era fria e retraída. Seus hábitos eram simples à beira da sordidez, embora ele pudesse exibir esplendor na ocasião, e ele não podia deixar de ofender aqueles de seus súditos que lucraram com os abusos do regime Mediceano.
Mas sua administração firme, consistente e inteligente, que avançava passo a passo, levou o grão-ducado a um alto nível de prosperidade material. Sua política eclesiástica, que perturbou as convicções profundamente arraigadas de seu povo e o colocou em conflito com o papa, não teve sucesso. Ele foi incapaz de secularizar a propriedade das casas religiosas ou colocar o clero inteiramente sob o controle do poder laico. No entanto, sua abolição da pena de morte foi a primeira abolição permanente nos tempos modernos. Em 30 de novembro de 1786, depois de ter bloqueado de fato as execuções capitais (a última foi em 1769), Leopoldo promulgou a reforma do código penal que aboliu a pena de morte e ordenou a destruição de todos os instrumentos de execução capital em suas terras. A tortura também foi proibida. Em 2000, as autoridades regionais da Toscana instituíram um feriado anual em 30 de novembro para comemorar o evento. O evento também é comemorado neste dia por 300 cidades ao redor do mundo celebrando o Dia das Cidades pela Vida.
Leopoldo também aprovou e colaborou no desenvolvimento de uma constituição política, que teria antecipado em muitos anos a promulgação da constituição francesa e que apresentava algumas semelhanças com a Declaração de Direitos da Virgínia de 1778. O conceito de Leopoldo sobre isso foi baseado no respeito pela direitos políticos dos cidadãos e na harmonia de poder entre o Executivo e o Legislativo. No entanto, não pôde ser efetivado porque Leopoldo mudou-se para Viena para se tornar imperador em 1790 e porque era tão radicalmente novo que atraiu oposição até mesmo daqueles que poderiam ter se beneficiado com isso.

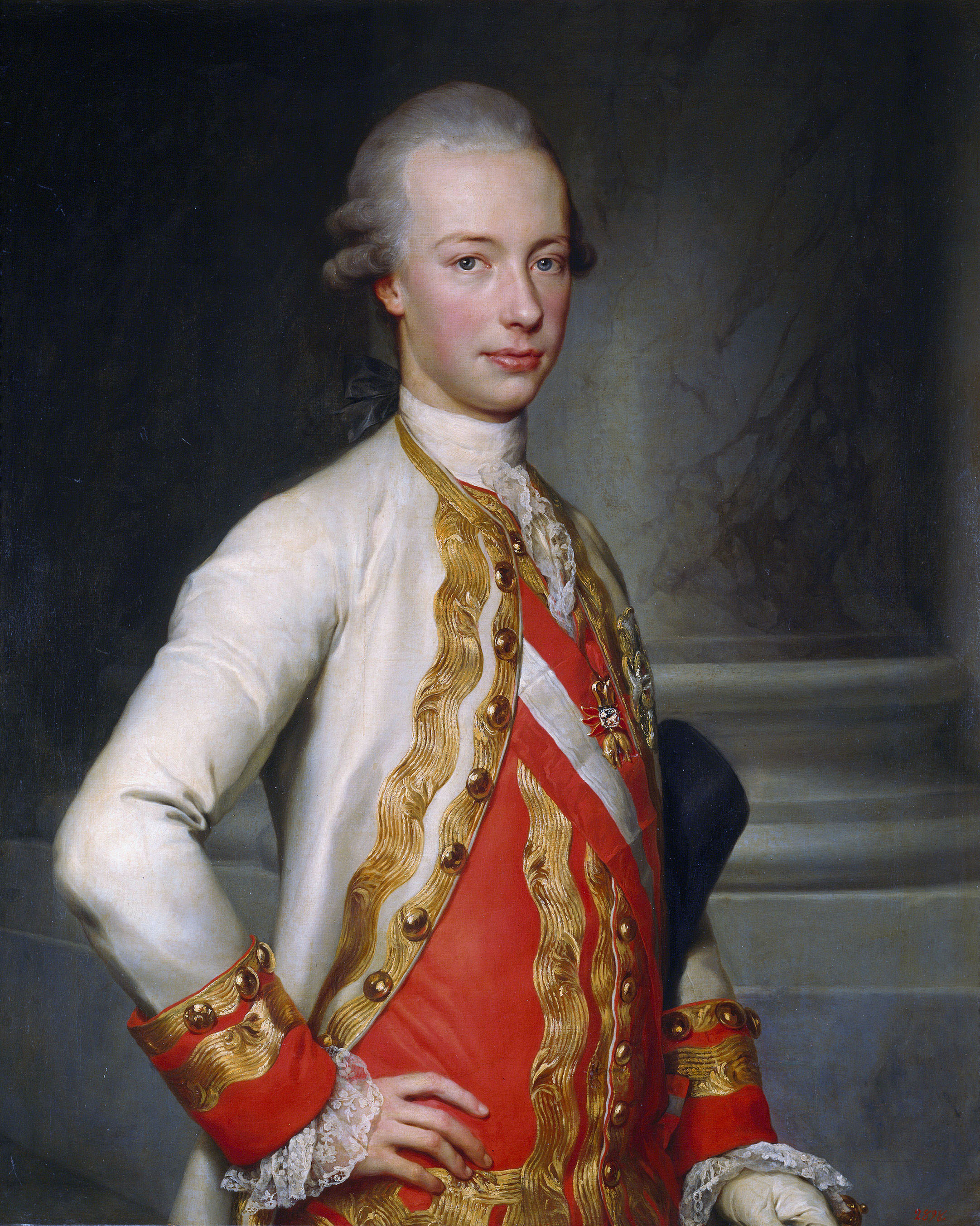
^{Retrato do então arquiduque Leopoldo de Lorena, que se tornou Grão-Duque da Toscana e mais tarde Sacro Imperador Romano.}

No entanto, Leopoldo desenvolveu e apoiou muitas reformas sociais e econômicas. A inoculação da varíola tornou-se sistematicamente disponível e uma instituição inicial para a reabilitação de delinquentes juvenis foi fundada. Leopoldo também introduziu reformas radicais no sistema de negligência e tratamento desumano dos considerados doentes mentais. Em 23 de janeiro de 1774, foi instituída a "legge sui pazzi" (lei dos loucos), a primeira do gênero a ser introduzida em toda a Europa, permitindo a internação de indivíduos considerados loucos. Alguns anos depois Leopoldo empreendeu o projeto de construção de um novo hospital, o Hospital Bonifacio. Ele usou sua habilidade de escolher colaboradores para colocar um jovem médico, Vincenzo Chiarugi, à frente. Chiarugi e seus colaboradores introduziram novos regulamentos humanitários na administração do hospital e no atendimento aos doentes mentais, incluindo a proibição do uso de correntes e castigos físicos, e ao fazê-lo foram reconhecidos como pioneiros do que mais tarde veio a ser conhecido como o movimento de tratamento moral.
Durante os últimos anos de seu governo na Toscana, Leopoldo começou a se assustar com as crescentes desordens nos domínios alemão e húngaro de sua família, resultado direto dos métodos obstinados de seu irmão. Ele e Joseph II eram ternamente ligados um ao outro e se encontravam com frequência antes e depois da morte de sua mãe. O retrato de Pompeo Batoni em que aparecem juntos mostra que eles tinham uma forte semelhança pessoal. Mas pode-se dizer de Leopoldo, como de Fontenelle, que seu coração era feito de cérebros. Ele sabia que deveria suceder seu irmão mais velho sem filhos na Áustria e não estava disposto a herdar sua impopularidade. Quando, portanto, em 1789, José, que sabia estar morrendo, pediu-lhe que viesse a Viena e se tornasse co-regente, Leopoldo evitou friamente o pedido. Ele ainda estava em Florença quando José II morreu em Viena em 20 de fevereiro de 1790, e não deixou sua capital italiana até 3 de março de 1790, ao meio dia.

## Sacro Imperador Romano-Germânico
Leopoldo, durante seu governo na Toscana, havia mostrado uma tendência especulativa de conceder uma constituição a seus súditos. Quando sucedeu às terras austríacas, começou por fazer grandes concessões aos interesses ofendidos pelas inovações do irmão. Ele reconheceu os Estados de seus diferentes domínios como "os pilares da monarquia", pacificou os húngaros e os boêmios e dividiu os insurgentes na Holanda austríaca (atual Bélgica) por meio de concessões. Quando estes falharam em restaurar a ordem, ele marchou com tropas para o país e restabeleceu sua própria autoridade e, ao mesmo tempo, as franquias históricas dos flamengos. No entanto, ele não entregou nenhuma parte que pudesse ser retida do que Maria Teresa e José haviam feito para fortalecer as mãos do estado. Ele continuou, por exemplo, a insistir que nenhuma bula papal poderia ser publicada em seus domínios sem o seu consentimento (placetum regium). Uma das ações mais duras que Leopoldo tomou para aplacar as comunidades nobres dos vários domínios dos Habsburgos foi emitir um decreto em 9 de maio de 1790, que obrigou milhares de servos boêmios libertados por seu irmão José a voltarem à servidão.

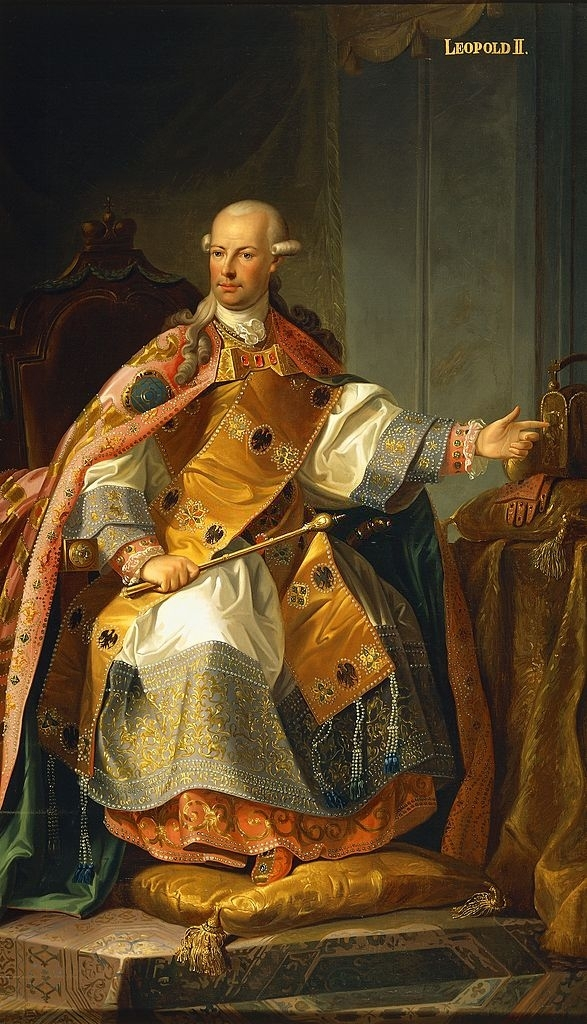
^{Retrato de Leopoldo II em trajes de coroação.}

Leopoldo viveu por apenas dois anos após sua ascensão como Sacro Imperador Romano, e durante esse período ele foi duramente pressionado pelo perigo do oeste e do leste. As crescentes desordens revolucionárias na França colocaram em risco a vida de sua irmã Maria Antonieta da Áustria, a rainha de Luís XVI, e também ameaçaram seus próprios domínios com a propagação da agitação subversiva. Sua irmã enviou-lhe apelos apaixonados por ajuda, e ele foi incomodado pelos emigrados monarquistas, que estavam intrigados para provocar uma intervenção armada na França.
Do leste, ele foi ameaçado pela ambição agressiva de Catarina II da Rússia e pela política inescrupulosa da Prússia. Catarina ficaria encantada ao ver a Áustria e a Prússia embarcarem em uma cruzada pela causa dos reis contra a Revolução Francesa. Enquanto eles estavam ocupados além do Reno, ela teria anexado o que restava da Polônia e feito conquistas contra o Império Otomano. Leopoldo II não teve dificuldade em ver através da astúcia bastante transparente da imperatriz russa e recusou-se a ser enganado.
À irmã, deu bons conselhos e promessas de ajuda se ela e o marido conseguissem fugir de Paris. Aos emigrados que o seguiam obstinadamente era recusada audiência, ou quando se lhe impunham, era peremptoriamente negada toda ajuda. Leopoldo era um político muito puramente para não ficar secretamente satisfeito com a destruição do poder da França e de sua influência na Europa por seus distúrbios internos. Seis semanas depois de sua ascensão, ele demonstrou seu desprezo pela fraqueza da França praticamente rasgando o tratado de aliança feito por Maria Teresa em 1756 e abrindo negociações com a Grã-Bretanha para impor um freio à Rússia e à Prússia.
Leopoldo pressionou a Grã-Bretanha ameaçando ceder sua parte dos Países Baixos à França. Então, quando seguro do apoio britânico, ele estava em posição de frustrar as intrigas da Prússia. Um apelo pessoal a Frederico Guilherme II levou a uma conferência entre eles em Reichenbach em julho de 1790 e a um acordo que foi de fato uma derrota para a Prússia: a coroação de Leopoldo como rei da Hungria em 11 de novembro de 1790, precedida por um acordo com a Dieta em que ele reconheceu a posição dominante dos magiares. Ele já havia feito uma trégua de oito meses com os turcos em setembro, o que preparou o caminho para o fim da guerra iniciada por José II. A pacificação de seus domínios orientais deixou Leopoldo livre para restabelecer a ordem na Bélgica e confirmar relações amistosas com a Grã-Bretanha e a Holanda.
Durante 1791, o imperador permaneceu cada vez mais preocupado com os assuntos da França. Em janeiro, ele teve que demitir o conde de Artois (depois Carlos X da França) de forma muito peremptória. Seu bom senso revoltava-se com a loucura dos emigrados franceses e fazia o possível para não se envolver nos assuntos daquele país. Os insultos infligidos a Luís XVI e Maria Antonieta, porém, por ocasião da tentativa de fuga para Varennes em junho, despertaram sua indignação, e ele fez um apelo geral aos soberanos da Europa para que tomassem medidas comuns em vista dos acontecimentos que "imediatamente comprometeu a honra de todos os soberanos e a segurança de todos os governos". No entanto, ele estava mais diretamente interessado nas negociações com a Turquia, que em junho levaram a uma paz final, sendo o Tratado de Sistova assinado em agosto de 1791.

## Morte
Ele morreu repentinamente em Viena, em março de 1792, embora alguns afirmassem que ele foi envenenado ou assassinado secretamente. Como seus pais antes dele, Leopoldo teve dezesseis filhos, sendo o mais velho de seus oito filhos seu sucessor, o imperador Francisco II. Alguns de seus outros filhos foram personagens proeminentes em seus dias. Entre eles estavam: Fernando III, grão-duque da Toscana; o arquiduque Carlos da Áustria, um soldado célebre; o arquiduque João da Áustria, também soldado; Arquiduque José, Palatino da Hungria; e o arquiduque Rainer, vice-rei da Lombardia-Venetia. A ópera de Mozart La clemenza di Tito foi encomendada pelos Estados da Boêmia para as festividades que acompanharam a coroação de Leopoldo como rei da Boêmia em Praga em 6 de setembro de 1791.

## Descendência

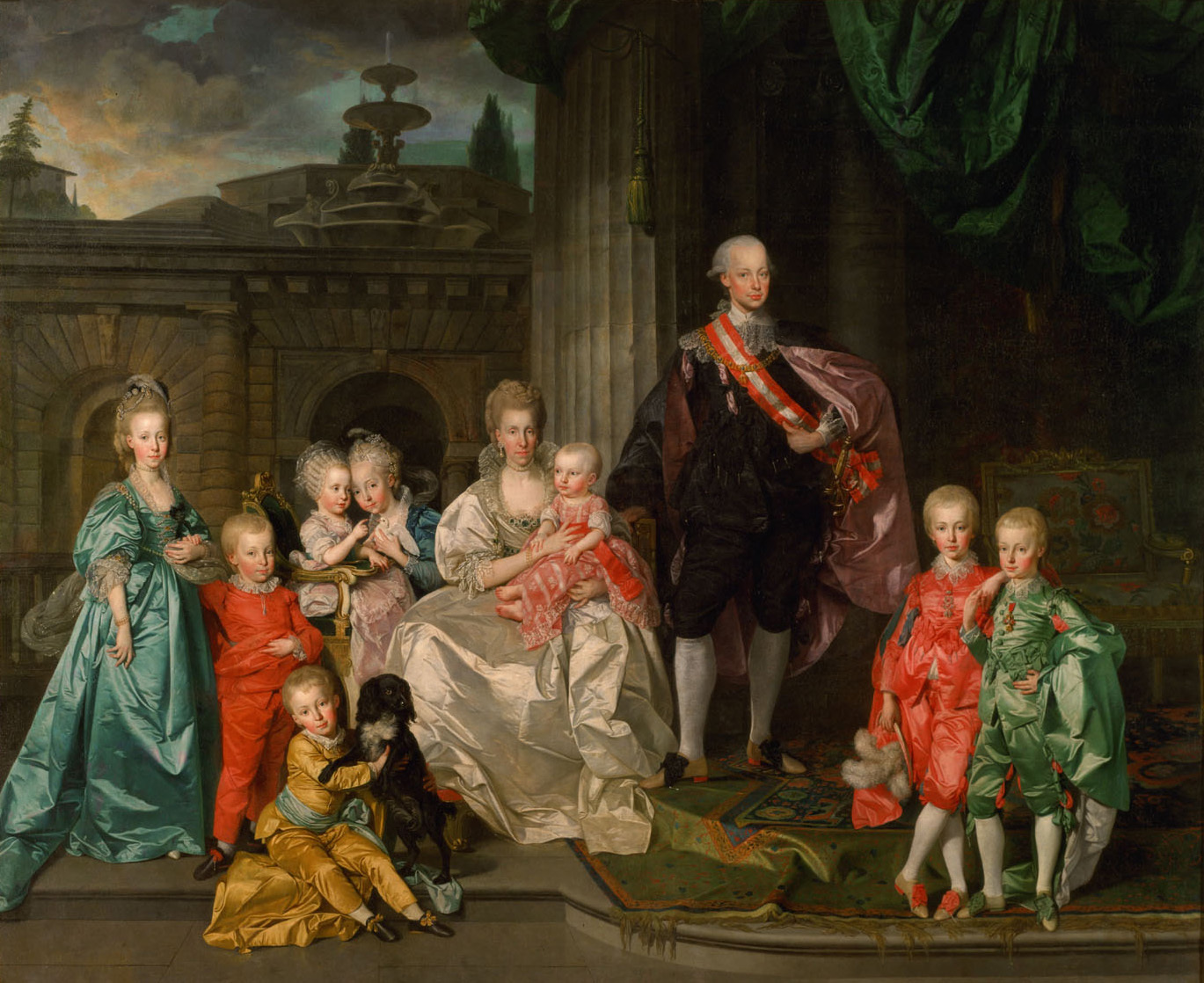
Leopoldo I, grão-duque da Toscana, com sua esposa Maria Luísa e seus filhos, por Johann Zoffany em 1776 no Museu de História da Arte em Viena. Esquerda para direita: Maria Teresa, Carlos, Alexandre Leopoldo, Maximiliano, Maria Ana, a grã-duquesa Maria Luísa com José, Leopoldo II, Francisco e Fernando.

| Nome                                | Nascimento              | Morte                  | Notas |
| ----------------------------------- | ----------------------- | ---------------------- | --- |
| Maria Teresa da Áustria             | 14 de janeiro de 1767   | 7 de novembro de 1827  | Casou-se com Antônio da Saxônia, com descendência. |
| Francisco I da Áustria              | 12 de fevereiro de 1768 | 2 de março de 1835     | Casou-se com Isabel de Württemberg, com descendência. Casou-se com Maria Teresa de Nápoles e Sicília, com descendência. Casou-se com Maria Luísa de Áustria-Este, sem descendência. Casou-se com Carolina Augusta da Baviera, sem descendência. |
| Fernando III, Grão-Duque da Toscana | 6 de maio de 1769       | 18 de junho de 1824    | Casou-se com Luísa de Nápoles e Sicília, com descendência. Casou-se com Maria Fernanda da Saxônia, sem descendência. |
| Maria Ana da Áustria                | 21 de abril de 1770     | 1 de outubro de 1809   | Não se casou. |
| Carlos, Duque de Teschen            | 5 de setembro de 1771   | 30 de abril de 1847    | Casou-se com Henriqueta de Nassau-Weilburg, com descendência. |
| Alexandre Leopoldo da Áustria       | 14 de agosto de 1772    | 12 de julho de 1795    | Não se casou, morreu aos 22 anos. |
| Alberto da Áustria                  | 19 de setembro de 1773  | 22 de julho de 1774    | Morreu na infância. |
| Maximiliano da Áustria              | 23 de dezembro de 1774  | 10 de março de 1778    | Morreu na infância. |
| José, Palatino da Hungria           | 9 de março de 1776      | 13 de janeiro de 1847  | Casou-se com Alexandra Pavlovna da Rússia, com descendência. Casou-se com Hermínia de Anhalt-Bernburg-Schaumburg-Hoym, com descendência. Casou-se com Maria Doroteia de Württemberg, com descendência.                                          |
| Maria Clementina da Áustria         | 24 de abril de 1777     | 15 de novembro de 1801 | Casou-se com Francisco, Príncipe Hereditário de Nápoles, com descendência. |
| Antônio Vítor da Áustria            | 31 de agosto de 1779    | 2 de abril de 1835     | Não se casou. |
| Maria Amália da Áustria             | 17 de outubro de 1780   | 25 de dezembro de 1798 | Não se casou, morreu aos 18 anos. |
| João da Áustria                     | 20 de janeiro de 1782   | 11 de maio 1859        | Casou-se com Anna Plöchl, com descendência. |
| Rainer José da Áustria              | 30 de setembro de 1783  | 16 de janeiro de 1853  | Casou-se com Isabel de Saboia, com descendência. |
| Luís da Áustria                     | 13 de dezembro de 1784  | 21 de dezembro de 1864 | Não se casou. |
| Rodolfo da Áustria                  | 8 de janeiro de 1788    | 24 de julho de 1831    | Arcebispo-Cardeal de Olomouc. |